# Университет Фессалии
Университет Фессалии (греч. Πανεπιστήμιο Θεσσαλίας) ― университет в регионе Фессалия, Греция. Основан в 1984 году. Административно-учебный центр университета находится в городе Волос, кампусы учреждения также располагаются в городах Ларисса, Трикала, Кардица и Ламия.
По состоянию на 2014 год, университет насчитывал около 14 000 студентов, более 3 500 аспирантов и 710 преподавателей.

## Эмблема
На эмблеме университета Фессалии изображён кентавр Хирон, который жил в горах Пелион и славился своими глубокими знаниями в области медицины и музыки, занимался стрельбой из лука, охотой, художественной гимнастикой и владел пророческим даром.

## История
Университет насчитывает восемнадцать кафедр, объединённых в шести факультетах, большинство из которых было учреждено в конце 2001 года. В 2013 году кафедра компьютерных технологий и биомедицинской информатики университета Центральной Греции была переведена в состав университета Фессалии вместе с кампусом в Ламии.

## Факультеты и кафедры
Университет включает в себя шесть факультетов: гуманитарных и социальных наук, инженерного дела, сельскохозяйственных наук, здравоохранения, физического воспитания и спорта. Вместе они насчитывают в себе восемнадцать кафедр.
Каждая кафедра имеет свои собственные студенческие организации. Преподавание ведется на греческом, хотя есть программы на других языках для иностранных студентов: есть курсы, которые проводятся на английском, французском, немецком и итальянском.

При факультете медицинских наук в Ларисе работает Главная университетская больница.
| Факультеты                                          | Кафедры |
| --------------------------------------------------- | --- |
| Школа инженерного дела (Политехника) (Волос)        | - Кафедра электротехники и вычислительной техники - Кафедра машиностроения - Кафедра архитектуры - Кафедра гражданского строительства - Кафедра планирования и регионального развития |
| Школа медицинских наук (Лариса-Кардица)             | - Кафедра медицины - Кафедра ветеринарии - Кафедра биохимии и биотехнологии |
| Школа сельскохозяйственных наук (Волос)             | - Кафедра сельского хозяйства, растениеводства и сельской среды - Кафедра ихтиологии и водной среды                                                                                   |
| Школа образования (Волос)                           | - Кафедра дошкольного образования - Кафедра начального образования - Кафедра специального образования - Кафедра истории, археологии и социальной антропологии - Кафедра экономики     |
| Факультет физического воспитания и спорта (Трикала) | - Кафедра физического воспитания и спорта |
| Школа наук (Ламия)                                  | - Кафедра информатики - Кафедра информатики и биомедицинской информатики |

## Академическая оценка
В 2015 году Комитет внешнего оценивания дал университет Фессалии оценку «положительно».
Внешнюю оценку всех греческих университетов проводит Агентство по обеспечению качества образования и проведению аккредитации (HQAA) в предыдущие годы.

## Галерея

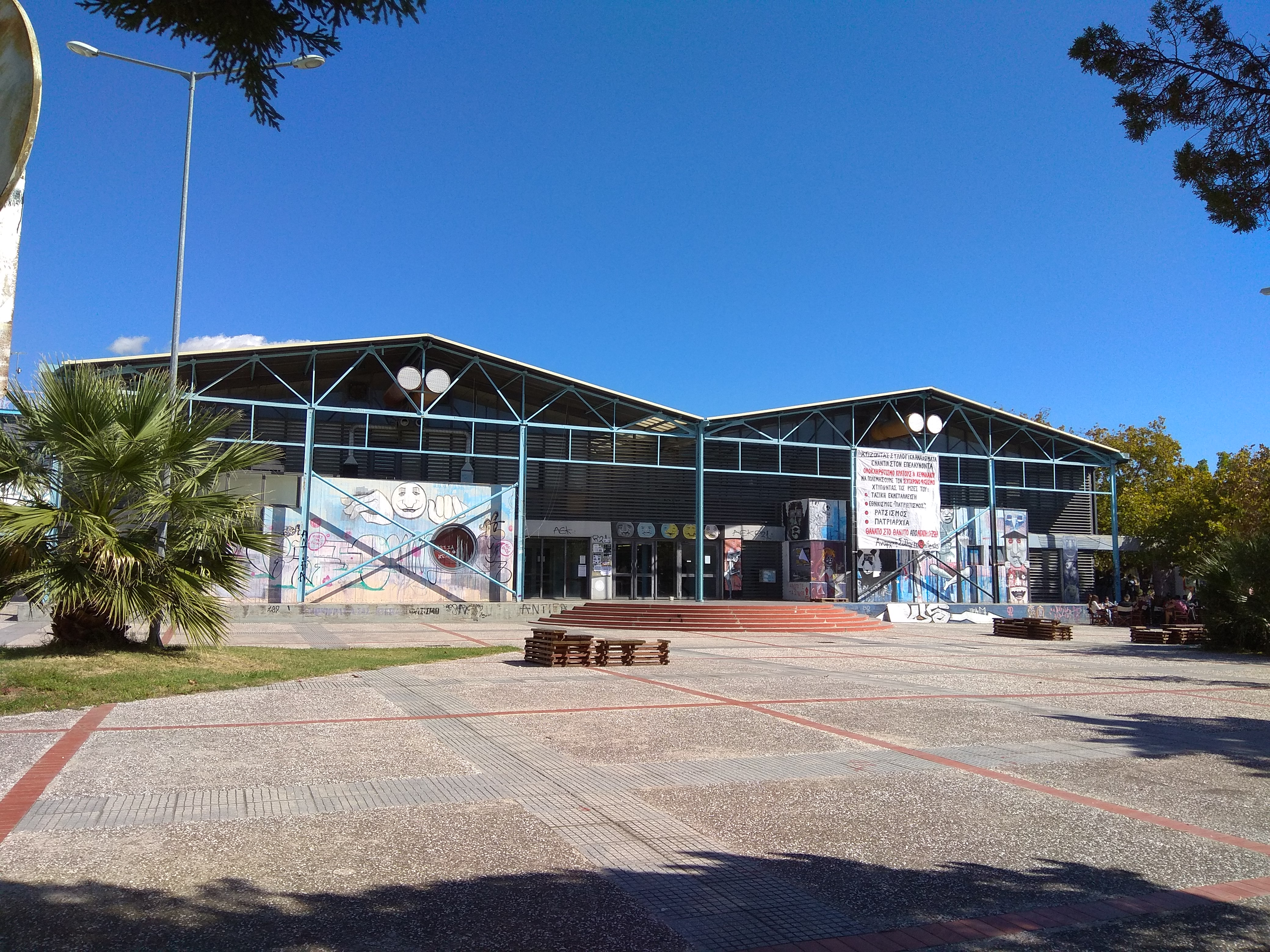
Кафедра архитектуры на территории кампуса Школы инженерного дела в Волосе
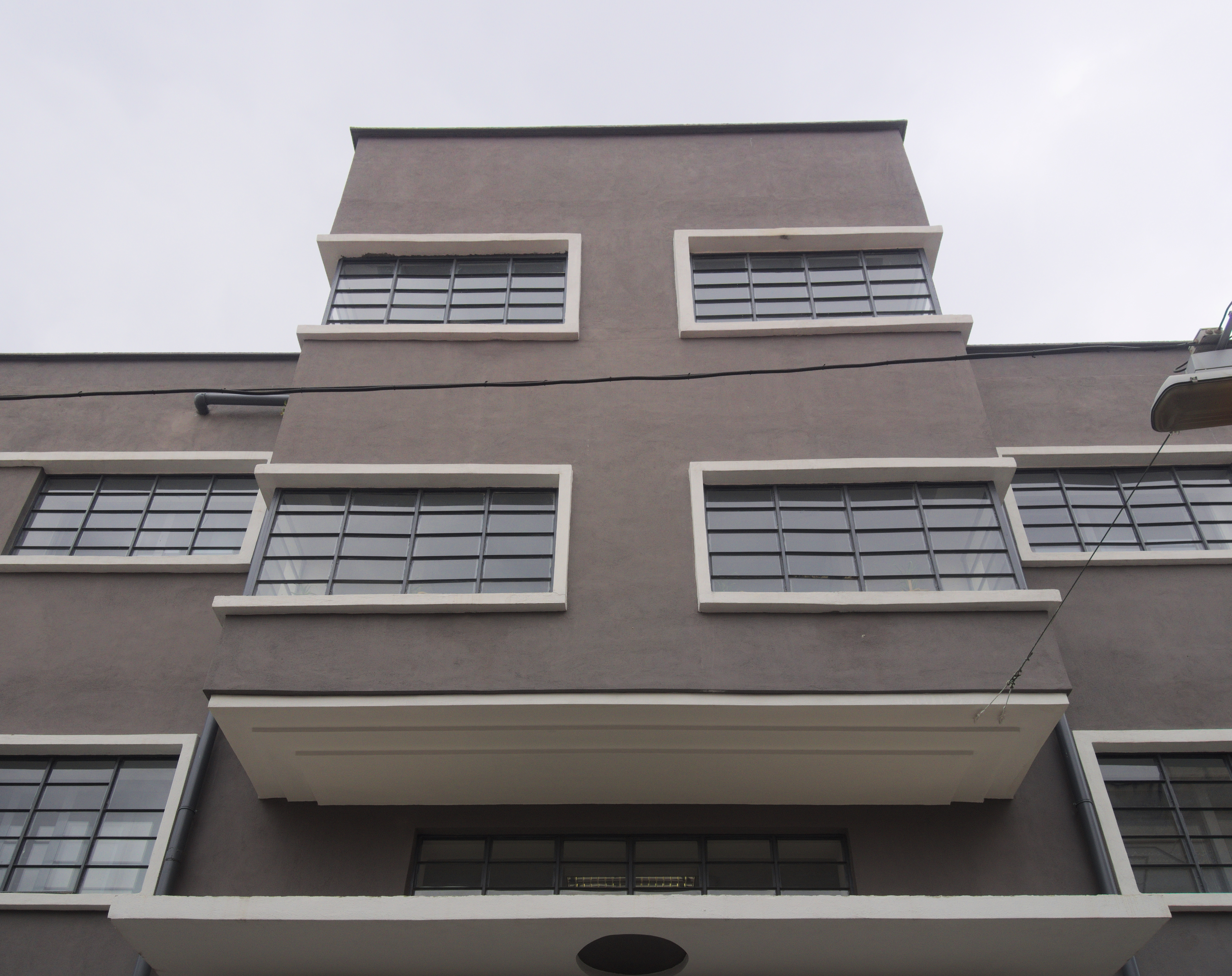
Кафедра экономики размещается в бывшем здании сигаретной компании Матсагос